# Мардом-э Эмруз
Мардом-э Эмруз (перс. مردم امروز‎, дословно — «Сегодняшняя нация») — иранская ежедневная газета. Выходила с декабря 2014 по январь 2015 года.
Ежедневная газета начала выходить 27 декабря 2014 года, представляла умеренную политическую линию и поддерживала президента Хасана Рухани. Публикация газеты была запрещена в середине 17 января 2015 года, а издательская лицензия была отозвана, когда газета опубликовала эксклюзивную фотографию Джорджа Клуни на «Золотом глобусе» 13 января со значком Je suis Charlie на лацкане пиджака.